# 本田圭佑 NowVoice
本田圭佑 「NowVoice」（ほんだけいすけ ナウボイス）はニッポン放送で2020年9月29日から2021年3月23日まで放送されていたトーク番組。

## 番組概要
ニッポン放送は2020年度の火曜ナイターオフ番組枠にて、同年8月27日の平日午後のワイド特番枠にて、元サッカー日本代表である本田を起用し、本田がCEOを務めるNowDo株式会社とインターネットスポーツメディア「SPORTS BULL」を運営する株式会社運動通信社によるアスリート向け音声サービスである「NowVoice」と共同で構成する特別番組を編成。
その後、9月9日に同局で行われた社長定例記者会見の場で、レギュラー番組として昇格したことを発表した。
また、本田は当該番組が初めてレギュラーで担当するラジオ番組であるが、2020年シーズンに所属しているボタフォゴFRが加盟してるブラジル全国選手権のシーズン中のため、ブラジルから
ビデオ会議システムであるZoomを使用して、試合後のスタジアムや自身が生活を送ってるホテルからリモート形式での番組参加となり、コロナ禍でブラジル全国選手権のシーズン終了が2021年2月のため、タイミングが合えば同局を訪問し、スタジオから番組を放送することに対して含みを持していた。しかし、ブラジル国内のコロナウイルス感染症の流行状況や自身のボタフォゴFRでの成績や立ち位置を鑑みて欧州リーグの再移籍を画策し、オファーを受けたプリメイラ・リーガに属するポルティモネンセSCが所在するホームタウンのポルトガルアルガルヴェポルティマンに2021年1月9日時点で入国し、その後、ポルティモネンセへ正式加入が決定して、加入後の会見を自身が運営しているNowVoiceでアシスタントの東島が進行を務めた中行った。しかし、ポルティモネンセはプリメイラ・リーガの選手登録がリーグ規定により2020年夏の移籍市場がクローズ時点で無所属でなければ追加登録が可能なフリーエージェントとして認められない事が判明、間に合わなかった事で破断となり。また、日本のサッカーファンやメディアが話題に列挙したJリーグへの復帰は明確に否定し、番組収録を行った同年3月6日時点でポルトガルに滞在したまま、アゼルバイジャン・プレミアリーグに所属するネフチ・バクーへの移籍が取り沙汰され、ネフチ・バクーへの移籍が決定した結果、本田のサッカー選手としての身分がフリーの状態で流動的過ぎた事で、日本国内閣の新型コロナウイルス感染症への対応で日本国内への入国制限が掛けられてる状態の為、番組終了時点の3月23日時点で日本への帰国及び同局社屋に1回も来訪せず番組出演を終わる事となった。
また、2020年は同放送枠が変則的な編成のため、9月末から10月初頭に掛けてNRN全国枠で『ショウアップナイター』非ネット局向けに19時から先行開始し、ニッポン放送では翌月から開始する編成となっている。番組構成は、ネット局向け編成時はリスナーからの質問メールに答えるフリートークと楽曲で全時間帯構成していたが、ニッポン放送での放送開始以後は、一部コーナーを新設し、特番時と同様に「NowVoice」の参加トップランナーとのリモート形式のトークにて構成している。
特番中からリスナーからTwitterのツイートを番組ハッシュタグ「#本田圭佑ラジオ」で募っていた。

## 出演者

### パーソナリティ
- 本田圭佑（プロサッカー選手、放送当時：ボタフォゴFR→無所属、元サッカー日本代表） - 2020年9月29日 - 2021年3月23日

### アシスタント
- 東島衣里（ニッポン放送アナウンサー） - 2020年9月29日 - 2021年3月23日

## 放送時間
※JST表記
- 火曜 19:00 - 21:00 - 2020年9月29日 - 2021年3月23日

### 放送時間変更
2020年
- 11月24日：『ショウアップナイター スペシャル SMBC日本シリーズ2020 第3戦 読売ジャイアンツ×福岡ソフトバンクホークス』実況中継が編成されたため、ニッポン放送以外のネット局のうち野球中継を放送しない局では、裏送りで編成。
- 12月15日：ニッポン放送では12月聴取率調査週間編成として、『鶴光の噂のゴールデンリクエスト』の時間尺拡大に伴い、21:40までに時間尺縮減で編成。ネット局は通常通り19:00 - 21:00の間に編成。

2021年
- 2月2日：当該番組の一部録音済パートを休止し、新型コロナウイルス感染拡大に伴う10都府県の緊急事態宣言の期間延長に関する菅義偉内閣総理大臣の記者会見の中継を生パートとして内包（ニュースデスク：森田耕次（同局報道部解説委員兼記者））。
- 2月16日：ニッポン放送では2月聴取率調査週間編成として、『鶴光の噂のゴールデンリクエスト』の時間尺拡大に伴い、21:00迄の時間尺縮減で編成。ネット局は通常通り19:00 - 21:00の間に編成。

## ネット局
| 放送対象地域  | 放送局                 | 放送時間           | 備考                          |
| ------------- | ---------------------- | ------------------ | ----------------------------- |
| 関東広域圏    | ニッポン放送           | 火曜 19:00 - 21:00 | 制作局 2020年11月10日から開始 |
| 京都府 滋賀県 | KBS京都 KBS滋賀        | 火曜 19:00 - 19:30 |                               |
| 青森県        | 青森放送               | 火曜 19:00 - 20:00 |                               |
| 岩手県        | IBC岩手放送            | 火曜 19:00 - 20:00 |                               |
| 秋田県        | 秋田放送               | 火曜 19:00 - 20:00 |                               |
| 宮城県        | 東北放送               | 火曜 19:00 - 20:00 | 2020年11月10日から開始        |
| 福島県        | ラジオ福島             | 火曜 19:00 - 20:00 |                               |
| 栃木県        | 栃木放送               | 火曜 19:00 - 20:00 |                               |
| 福井県        | 福井放送               | 火曜 19:00 - 20:00 |                               |
| 岡山県        | RSKラジオ              | 火曜 19:00 - 20:00 |                               |
| 島根県 鳥取県 | 山陰放送               | 火曜 19:00 - 20:00 |                               |
| 山口県        | 山口放送               | 火曜 19:00 - 20:00 |                               |
| 高知県        | 高知放送               | 火曜 19:00 - 20:00 |                               |
| 大分県        | 大分放送               | 火曜 19:00 - 20:00 |                               |
| 鹿児島県      | 南日本放送             | 火曜 19:00 - 20:00 |                               |
| 山形県        | 山形放送               | 火曜 19:00 - 21:00 |                               |
| 中京広域圏    | 東海ラジオ放送         | 火曜 19:00 - 21:00 | 2020年11月10日から開始        |
| 徳島県        | 四国放送               | 火曜 19:00 - 21:00 |                               |
| 長崎県 佐賀県 | 長崎放送 NBCラジオ佐賀 | 火曜 19:00 - 21:00 |                               |
| 熊本県        | 熊本放送               | 火曜 19:00 - 21:00 |                               |

## タイムテーブル
※2020年11月10日時点
11月3日まではNRN系列局のみの放送
なお、当番組はナイターオフの恒例コーナーは未編成
また、ニッポン放送の11月以降のナイターオフ枠放送開始以降は「NowVoice」
登録メンバーがシークレットゲスト扱いで登場し本田とトークする
| タイムテーブル | タイムテーブル               | タイムテーブル |
| 時刻           | 内容                         | 備考 |
| -------------- | ---------------------------- | --- |
| 19:00.00       | オープニング                 | 導入は本田1人喋り、その後、東島を呼び込んでOPトーク |
| 19:15.30       | 本田圭佑 NowTopicks          | 2020年11月3日放送分から開始したコーナー サンパウロに所在する本田に対して、日本で起きてる時事ネタを 紹介するコーナー 番組放送開始以後から、コーナー名は無く東島がフリートークで 時事ネタについてはトークしていた |
| 19:25.30       | 生スタジオ戻り その1         | 東島のみで、番組繋ぎトークとリスナーツイートとメッセージ紹介 1曲楽曲を流して、KBS京都のみ飛び降り |
| 19:31.30       | リスナーメッセージ紹介 その1 | リスナーからの質問メールを本田に投げてトーク 区切りで楽曲を流し、生スタジオに戻り東島が楽曲紹介の アナウンスを行う                                                                                              |
| 19:45.00       | リスナーメッセージ紹介 その2 | 同上 |
| 19:53.00       | 生スタジオ戻り その2         | 1曲楽曲を流して、東島のみで、番組繋ぎトークとリスナー ツイートとメッセージ紹介 ネット13局は飛び降り |
| 20:00.00       | 20時台オープニング           | パーソナリティが挨拶後、リスナーメッセージ紹介 このゾーンで本田がリクエストする楽曲を流す |
| 20:06.30       | トップランナー対談 その1     | 「NowVoice」参加のトップランナーの生活拠点を繋いでリモート 形式のトークする 区切りで1曲楽曲を流し、生スタジオに戻り東島が楽曲紹介の アナウンスを行う                                                            |
| 20:26.30       | トップランナー対談 その2     | 東島の生アナウンス後、同上 |
| 20:47.30       | 生スタジオ戻り その3         | 番組繋ぎトークとリスナーツイートとメッセージ紹介 |
| 20:52.30       | フィラーゾーン&エンディング  | 曲紹介無しで1曲楽曲を流し、生アナウンスの楽曲紹介の後、 録音パートに入りEDトーク |

## ネット配信
当該番組のレギュラー放送開始前に放送した、特別番組である2020年8月27日放送分からPodcast配信を実施しており、レギュラー放送開始当初からニッポン放送 PODCAST STATIONにて音源配信を開始している。